# Животко Аркадій Петрович
Арка́дій Петро́вич Живо́тко (псевдоніми: А. Пуховський, А. Пухальський; *1 (13) березня 1890, Пухове, нині Лискинський район Воронізької області, Російська Федерація — †12 червня 1948, Ашаффенбург, Німеччина) — український громадсько-просвітницький діяч, журналіст, редактор, видавець, дослідник історії української преси, один із фундаторів національного дошкільного виховання. Уродженець Східної Слобожанщини.

## Життєпис
Аркадій Животко народився 1(13) березня 1890-го року в слободі Пуховій Острогозького повіту Воронізької губернії, що тепер належить до Лискинського району Воронізької області. Батько Петро Петрович Животков був священиком в церкві Григорія Переможця (рос. Григория Победоносца) у слободі Пуховій. Мати Євпраксія Животкова, до шлюбу Пояркова. Прізвища батьків на російський манер, з часом Аркадій змінює його на Животко. У дитячі роки, разом з батьком, об'їздив майже увесь рідний край. Добре освічений в українській справі батько розповідав хлопцю про видатних земляків, Костомарова, Крамського, та інших, показуючи місця, де вони жили, і ті батьківські розповіді закарбувалися в серці юнака навіки.
Маючи неабиякий талант, Аркадій зміг вступити до Петербурзького університету, який закінчив у буремний 1917-й рік. Пожвавлення українського руху після повалення ненависного царату, призвело Аркадія Животка до лав Української Партії Соціалістів-Революціонерів. А створення в Україні Центральної Ради та боротьба між нею і Тимчасовим урядом Росії за визнання території автономної України, покликало Животка додому, на Східну Слобожанщину, адже він відчував у собі сили бути причетним до створення нової, самостійної України.
Як відомо, Тимчасовий уряд не хотів входження до складу України слобідських земель, обмежуючи її територію історичними землями Наддніпрянщини, Поділля, Полісся і Волині. В свою чергу Центральна Рада виголосила 7 листопада 1917-го року свій ІІІ Універсал, у якому оповіщала, що «остаточне визначення границь Української Народної Республіки, як щодо прилучення частин Курщини, Холмщини, Вороніжчини, так і суміжних областей, де більшість населення українське, має бути встановлене по згоді зорганізованої волі народів». Таким чином Східна Слобожанщина, на якій тоді проживало більше мільйона українців, мала право скликати Установчий з'їзд українського народу, який би і висловив свою волю щодо входження до складу Української Народної Республіки. Саме за цю справу і узявся із завзяттям Аркадій Животко.
27 листопада 1917-го року в Острогозьку відбувається велелюдне земське зібрання з порядком денним «Питання про приєднання Острогозького повіту до Української Народної Республіки, згідно з III Універсалом Центральної Ради». Основним доповідачем на цьому зібранні було призначено голову місцевої управи Аркадія Животка. Про ті незабутні, воістину історичні хвилини сам доповідач згодом писав так: «Відчув я ті невидимі ниточки, що в'язали мене зі всією аудиторією. Я читав реферат. У перервах читання дивився на переповнену вщерть людьми залу і починав відчувати, як міцніють ті ниточки… Безмежну кількість лекцій і різних рефератів читав я після того вечора аж до сьогодні, але ні разу вже так сильно не відчував тої міцної єдності між мною і аудиторією, не відчував того, що зветься — злиття в одно. Пам'ятаю, як перериваючи реферат, я оглядав велику залу і було тихо, мов серед степу в липневу ніч. Все це надавало з кожною хвилиною, з кожним словом все більше сили й певності. Коли скінчив виклад, його покрито гучними оплесками. Яскраво відчувалася перевага дорогої мрії». Аркадія Животка було обрано делегатом до Центральної Ради від Воронізької губернії.
Але більшовики, які тим часом захопили владу у Петрограді, так само як і Тимчасовий уряд, який вони повалили, не бажали бачити ніякої самостійної України. Незабаром розпочалася більшовицько-українська війна, і Східна Слобожанщина була окупована Радянською Росією. Не бажаючи знаходитися під владою більшовиків, Аркадій Животко переїжджає до Києва.
Деякий час працює інструктором Центральної Ради в Роменському повіті Полтавської губернії (1918рік).
Потім, разом із урядом УНР відступає до Кам'янця-Подільського, у так званий «трикутник смерті», у якому опинилася влада незалежної України під час спільних бойових дій проти більшовиків, білогвардійців та польських військ.
Але і тут не полишає Аркадій Животко української справи. Не зважаючи на важке становище української влади, він бере участь у створенні Кам'янець-Подільського університету, пише статті по українознавству та про викладання предметів українською мовою в навчальних закладах, співробітничає з українськими виданнями «Життя Поділля» і «Освіта». Близькими знайомими Животка на цей час стають Михайло Грушевський, Симон Петлюра, Іван Огієнко (міністр освіти УНР і перший ректор Подільського університету).
Загибель УНР призводить Аркадія Животка на еміграцію. Але він ще довго не покидає рідної України. Спочатку живе на Волині, під польською владою, а після посилення поляками репресій щодо українства, перебирається до Ужгорода, на Закарпаття, в більш ліберальну до українців Чехословаччину. В Празі на цей час створюється значний гурток з українських емігрантів, і Аркадія Животка запрошують до столиці країни викладати в Українському педагогічному інституті імені Драгоманова. В червні 1930-го року рішенням чеського уряду при Міністерстві закордонних справ Чехословаччини створюється Український Історичний кабінет, де Животко стає спочатку референтом, а потім і керівником цього Кабінету. Саме завдяки Животку були зібрані і систематизовані численні матеріали з історії українського національно-визвольного руху, які зберігалися до того в різних емігрантських організаціях.
В цей же час Аркадій Животко створює свою найбільшу працю — «Історію української преси». В ній він детально систематизує всі наявні свідоцтва про українську періодику, газети і журнали від козацьких часів до Другої Світової війни. І на початок 21-го століття це видання є найповнішою літературною пам'яткою України у своїй галузі. Разом з тим Аркадій Животко автор таких праць, як «50 років. До історії Української Партії Соціалістів Революціонерів», «Сучасне українське письменство поза межами СССР», «Хроніка», «С. Петлюра — журналіст», «П'ять років праці Українського історичного кабінету у Празі», «75 літ підкарпатської преси», «Літературна продукція на Україні в роки 1932–1934», «Адольф Черни і українці», «Політико-громадська діяльність доктора Л. Кобилянського», збірки з питань дошкільного виховання «Промінь», віршів і п'єс для дітей.
Чим старіше ставав Животко, тим частіше подумки звертався до свого рідного краю, до Східної Слобожанщини. Кортіло йому, що так мало знають українці про цей край, про його багату культурну історію, про видатних українців, які тут народилися. Аби ліквідувати цю пляму в українській історії, Аркадій Животко розпочинає дві праці, які цілком були присвячені його батьківщині, Східній Слобожанщині. В першій з цих праць — «Острогожщина: осередок Подоння», він розповідає про те, як боролися його земляки в 1917–1918 рр. за те, аби східнослобідські землі стали частиною незалежної України. Цінна ця праця саме тим, що писав її безпосередній учасник цих подій, їх активний діяч, і таким чином цей твір набуває рис авторських спогадів, які дійшли до нас тільки завдяки тому, що Аркадій Животко написав цю книгу.
Інша праця, «Подонь (Українська Вороніжчина) в культурному житті України», розповідає більш виразно про культурну історію краю впродовж 19-початку 20 ст.ст., про видатних письменників, істориків, художників і видавців, які народилися на Східній Слобожанщині, і своєю творчістю прислужилися всьому народові України. Даремно й казати, яку користь несе в собі ця книга для дослідників українського життя на Східній Слобожанщині.
Працює Животко і над продовженням цієї праці, «Походження та історія назв місцевостей української Вороніжчини», яка буде закінчена, але безповоротно загубиться в роки Другої Світової війни. В 1945-му році радянські війська наблизяться до Праги, і Аркадію Животку знову доведеться перебиратися далі на захід, адже годі йому було чекати на добре від сталінського режиму. Помре він 12 червня 1948-го року, в західнонімецькому місті Ашаффенбурзі, в американському таборі для переміщених осіб. Екземпляри його праць про Східну Слобожанщину покриваються зараз пилом у Воронізькій обласній науковій бібліотеці. Добре що є Інтернет, де їх можна прочитати

## Праці
- Десять років Українського історичного кабінету. 1930–1940. — Прага, 1940.
- Історія української преси. — Мюнхен, 1989–1990. — 334 с.; Історія української преси/ Упоряд., авт. іст.-біогр. нарису та приміт. М. С. Тимошик. — К.: Наша культура і наука, 1999. — 360 с.
- Одної ночі: Образок на 1 дію. — Кремінець, 1922. — 8 с.
- Українське питання в поглядах російської суспільної думки / Відбитка з «Нашої культури» 1935—1936 р.р.— Варшава: Видає проф. д-р Іван Огієнко, 1936.— 18 с. (Бібліотека «Нашої культури»)
- Острогожщина: осередок Подоння.  — Прага, 1942. [Архівовано 17 липня 2015 у Wayback Machine.]
- Подонь (Українська Вороніжчина) в культурному житті України. — Прага, 1943.— 86 с. [Архівовано 17 липня 2015 у Wayback Machine.]
- Нарис історії української преси : курс лекцій : на правах рукопису / Аркадій Животко ; Укр. техн.-госп. ін-т позаоч. навчання в Подєбрадах (ЧСР). — Подєбради : б. в., 1937. — 108, IV с. [Архівовано 14 серпня 2020 у Wayback Machine.]